# Richard Cox (Bischof)

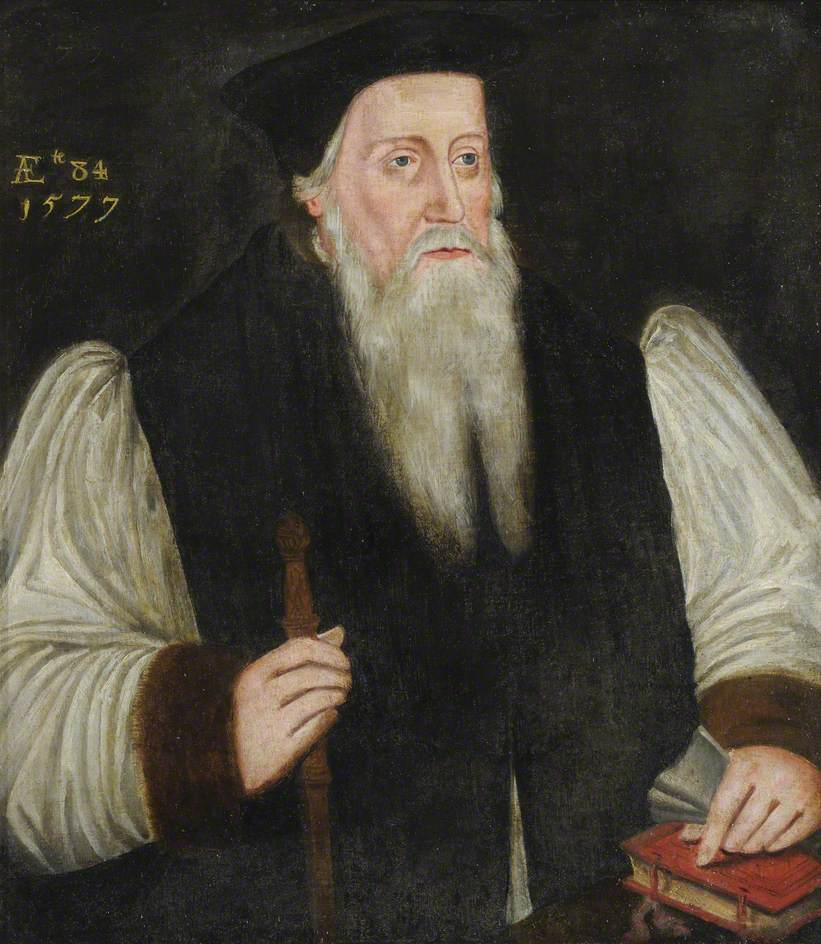
Richard Cox

Richard Cox (* um 1500 in Whaddon, Königreich England; † 22. Juli 1581 in Ely, Königreich England) war ein englischer Geistlicher, Dekan von Westminster und Bischof von Ely. Er war ein wichtiger Befürworter der Reformation in England.

## Werdegang
Von ungeklärter Elternschaft abstammend wurde Richard Cox während der Regierungszeit von König Heinrich VII. in der Grafschaft Buckinghamshire geboren und wuchs dort auf. Er besuchte das Benediktinerkloster von St Leonard Snelshall bei Whaddon. Danach ging er auf das Eton College und 1519 auf das King’s College (University of Cambridge), wo er zwischen 1523 und 1524 mit einem Bachelor of Arts graduierte. Auf Zutun von Kardinal Thomas Wolsey wurde er bald darauf einer der neuen Kanoniker an der neuen Christ Church in Oxford – ein Amt, das er bis 1525 innehatte, als er es wegen einer Ketzereianschuldigung verlor. Am 7. Dezember 1525 wurde sein Bachelor of Arts in Oxford anerkannt. Nachdem er seine Prüfungen erfolgreich ablegte, erhielt am 2. Juli 1526 seinen Master of Arts. In der Folgezeit verhielt er sich ruhig und suchte die Nähe von umsichtigen Gönnern wie Thomas Goodrich, dem Bischof von Ely, und Thomas Cranmer, dem Erzbischof von Canterbury, der später seine königlichen Ernennungen zum Erzdiakon von Ely und zum Kaplan des Königs im Jahr 1540 begünstigte. Zwischen 1530 und 1534 hatte er die Leitung des Eton College. Er graduierte 1535 mit einem Bachelor of Divinity an der University of Cambridge und 1537 mit einem Doctor of Divinity.
Cox saß in der Kommission, die im Juli 1540 die Ehe von Heinrich VIII. und Anna von Kleve für nichtig erklärte. 1543 gehörte er zu den sechs beauftragten Theologen, die die relativ konservative Bekenntnisschrift King's Book erstellten. Die Kernaussagen dieses Buches waren: Der Glaube sei mit Taten verbunden, der menschliche Wille sei frei, und das Wesen des Brotes und des Weines der Eucharistie „wandelten sich zu dem Wesen des Leibes und des Blutes unseres Erlösers Jesus Christus.“ Nach dem englischen Schriftsteller John Foxe war Cox Heinrich VIII. treu ergeben. 1546 forderte Cox von Anne Askew ihre reformistischen Ansicht betreffend der Eucharistie zu mäßigen. Letztendlich starb sie im Juli 1546 als Ketzerin auf dem Scheiterhaufen.
Zwischen 1546 und 1553 war er Dekan von Christ Church (Oxford), während dieser Zeit 1547 Chancellor in Oxford. Cox wurde 1548 Kanoniker von Windsor – ein Amt, das er bis 1553 innehatte. 1549 wurde er zum Dekan von Westminster ernannt. Er hatte einen wichtigen Anteil an der Ausarbeitung des anglikanischen Book of Common Prayer von 1549 und 1552. Als Kanzler der University of Oxford (1547–1553) knüpfte er an die Arbeit kontinentaler Theologen wie Peter Martyr Vermigli an. In diesem Zusammenhang setzte er sich dafür ein, alle römisch-katholischen Spuren aus den Büchern und Manuskripten zu entfernen sowie die entsprechenden Symbole vom Universitätsgebäude. Wegen seiner antikatholischen Ansichten wurde er nach der Thronbesteigung der römisch-katholischen Königin Maria I. im Jahr 1553 für eine kurze Zeit inhaftiert. Er verließ im Jahr 1554 England, um Zuflucht auf dem europäischen Kontinent zu suchen, und kam am Ende in Frankfurt am Main an. Meinungsverschiedenheiten zwischen seinen Anhängern und denen der religiösen Reformer John Knox und William Whittingham, der eine extrem puritanische Glaubensrichtung vertrat, führten zu Knox’ Ausschluss und zu einer Rückkehr zur Verwendung des Gebetbuchs von 1552.
Cox kehrte nach dem Tod von Königin Maria I. († 1558) nach England zurück und war dann dort 1559 kurze Zeit Bischof von Norwich, bevor er im selben Jahr Bischof von Ely wurde – ein Amt, das er bis zu seinem Rücktritt im Jahr 1580 innehatte. Als Bischof lehnte er es ab, in der königlichen Kapelle als Geistlicher zu dienen wegen der dort noch vorhandenen römisch-katholischen Symbole wie Kruzifix und Andachtskerzen. Sein Amt gab er wegen eines Streits mit Höflingen auf, die den Bischofsbesitz begehrten, nachdem Elisabeth I. in den Konflikt eingriff und ihm befahl, seinen Palast in Holborn zu Gunsten ihres Favoriten Christopher Hatton zu räumen.
Unter seinen literarischen Werken sind die englischen Übersetzungen der Evangelien, der Apostelgeschichte und des Briefs des Paulus an die Römer in der Bischofsbibel von 1568.